# Koordinatni mjerni uređaj
Koordinatni mjerni uređaj je mjerni instrument koji služi za za prostorno mjerenje (x,y,z) složenih tijela (duljina, kutova, oblika, međusobnog položaja ploha i provrta). On omogućuje složena mjerenja s jednim postavljanjem proizvoda na mjerni stol, čime se izbjegavaju greške namještanja. Pomicanje glave s ticalom je ručno, a može biti i upravljano preko istosmjernih elektromotora.

## Način rada
Osnovni princip rada se sastoji u identificiranju koordinata položaja točaka, crta i površina. Preko izmjerenih koordinata, računalnim putem stvara se numerička slika površina koje formiraju objekt. Raspored i broj mjernih točaka na površinama mjerenog objekta ovisi o obliku i položaju površine i tražene točnosti mjerenja. Minimalni broj točaka određen je matematičkim zakonitostima kojima je definirana numerička slika površine: za liniju najmanje dvije točke, za krug tri, za površinu tri nekolinearne točke. Točniji oblik i položaj uvijek se dobije na osnovu većeg broja mjernih točaka.
Početna i završna točka mjerenja utvrđuju se određenom veličinom otklona ticala na dva načina:
- Kontaktno ticalo; pomoću prekidača
- Mjerno ticalo; mjerenjem razlike induktivnog napona

Rezultati mjerenja se očitavaju na monitoru ili ispišu na pisaču, a mogu se i grafički prikazati pomoću plotera.
Mjerna glava većine koordinatnih mjernih uređaja u sebi sadrži indukcijski senzor i mjerno ticalo. Osnovna funkcija indukcijskog senzora je uspostavljanje ili prekidanje elektromotorne sile u strujnom kolu u trenutku dodira ticala s mjernim predmetom.